# Taylor Deupree
Taylor Deupree (Brooklyn, 30 aprile 1971) è un musicista, artista e fotografo statunitense.
Oltre ad aver fondato l'etichetta 12k, nota per le sue pubblicazioni di glitch music e techno alternativa, viene considerato uno dei maggiori musicisti della glitch music, stile che contribuì a definire.

## Biografia
Iniziò a comporre musica elettronica durante gli anni ottanta, mentre il suo esordio discografico risale ai primi anni novanta, periodo in cui partecipò ad alcuni progetti includenti Prototype 909, Human Mesh Dance, e SETI. Iniziò ad adoperare il suo nome di battesimo solo nel 1996, anno in cui pubblicò l'EP Freak Of Nature mentre, durante l'anno seguente, fondò l'etichetta 12k. Durante la sua carriera, Deupree ha pubblicato numerosissimi titoli, realizzato installazioni sonore, e collaborato con musicisti quali Ryūichi Sakamoto, David Sylvian, Frank Bretschneider, Richard Chartier e Tetsu Inoue. La sua musica è generalmente ispirata a John Cage, al minimalismo e riprende le sonorità dei musicisti "microsound". Con il passare degli anni le sue composizioni sono divenute sempre più melodiche e meno astratte.

## Discografia parziale

### Album solisti
- Freak Of Nature (EP) (1996)
- Polr (1999)
- .N (1999)
- Continue (2001)
- Occur (2001)
- After (2002)
- Balance (2002)
- Stil. (2002)
- January (2004)
- Northern (2006)
- Landing (2007)
- Sea Last (2008)
- Weather & Worn (2009)
- Shoals (2010)
- Focux (2011)
- Journal (2011)
- Faint (2012)

### Collaborazioni e altri progetti
- Acid Technology (attribuito a Prototype 909) (1993)
- Hyaline (attribuito a Human Mesh Dance) (1994)
- SETI (attribuito a SETI) (1994)
- Mindflower (attribuito a Human Mesh Dance) (1994)
- Pharos (attribuito a SETI) (1995)
- Ciphers (attribuito a SETI) (1996)
- thesecretnumbertwelve (attribuito a Human Mesh Dance) (1997)
- Spec. (con Richard Chartier) (1999)
- ActiveFreeze (con Tetsu Inoue) (2000)
- Post_Piano (con Kenneth Kirschner) (2002)
- Untitled (con Christopher Willits) (2003)
- Mujo (con Christopher Willits) (2004)
- Live in japan (con Christopher Willits) (2005)
- Every still day (con Eisi) (2005)
- Post_piano 2 (con Kenneth Kirschner) (2005)
- Specification.Fifteen (con Richard Chartier) (2006)
- The Sleeping Morning (con Savvas Ysatis) (2007)
- Listening Garden (con Christopher Willits) (2007)
- May (con Kenneth Kirschner ) (2008)
- Live in Melbourne (con Solo Andata + Seaworthy) (2008)
- Transcriptions (con Stephan Mathieu) (2009)
- Tasogare: Live In Tokyo (con Sawako, Minamo, Moskitoo, e Solo Andata) (2011)
- In A Place Of Such Graceful Shapes (con Marcus Fischer) (2011)